# Microhelia angelica
Microhelia angelica là một loài bướm đêm trong họ Noctuidae.